# Arthur Borren
Arthur Borren (né le 5 juin 1949 à Eindhoven) est un joueur de hockey sur gazon néo-zélandais d'origine néerlandaise. Il participe aux Jeux olympiques d'été de 1976 et remporte la médaille d'or de la compétition.

## Palmarès

### Jeux olympiques
- Jeux olympiques de 1976 à Montréal,  Canada
  -  Médaille d'or.